# Klosterlikör
Klosterlikör är en likör som består av en blandning av cognac och ett tjugotal kryddor. Den lanserades 1916.  Klosterlikör lämpar sig bra till efterrätter och som drinkingrediens eller avec.
Den ingick till hälften som ingrediens i den ej längre framställda spritdrycken Kaptenlöjtnant. Den andra hälften var Eau-de-vie, vilken är en destillerad druvsprit.